# 飯伏幸太
飯伏 幸太（いぶし こうた、1982年5月21日 - ）は、日本の男性プロレスラー。鹿児島県姶良市（旧：姶良郡姶良町）出身。飯伏プロレス研究所、AEW所属。血液型O型。
芸能活動においてはかつてはオスカープロモーションに所属していたが、新日本再入団後は同団体が提携するアミューズに移籍していた。

## 所属
- DDTプロレスリング（2004年7月1日 - 2016年2月22日）
- 新日本プロレス（2013年10月7日 - 2016年2月22日 、2019年4月20日 - 2023年1月31日）
- 飯伏プロレス研究所（2016年2月23日 - 2019年4月19日、2023年2月1日 - ）
- AEW（2023年11月15日 - ）

## 来歴

### 少年時代
飯伏のプロレスとの出会いは3歳の頃であったが、プロレス好きであった父が見ていた地上波ゴールデンタイム放送のプロレス中継を一緒に見ていた飯伏は「あり得ないぐらい面白くない!」と、後のプロレス好きぶりからは考えられない反応を示していた。
そんな飯伏にプロレス熱が生まれたのは小学5年生の1学期であり、レンタルビデオ屋で兄の希望で借りたプロレスのビデオを通じて興味を持った。夏休みに入るとプロレスごっこに夢中になりだし、この頃から「プロレスの魅力は受けだな」と思うようになった。
小学校から中学校に進学する前の春休みに西日本プロレスを観戦、全試合終了後に強引に入門テストを受け、バク宙やムーンサルトプレスを披露して合格してしまった（結局「中学を卒業してから」と言われ、帰された）。1995年10月の新日本プロレス対Uインター全面対抗戦で上昇の一途をたどっていたプロレス熱が爆発した。この時プロレス好きの飯伏にとっては格闘技路線のUインターは目の敵であった。この時の様子を飯伏は「東京都下に住んでいたら新日本の旗を作って会場行ってたと思います。旗持って、大暴れしてましたね。まぁ全部ビデオで見たんですけど、結果、新日本が勝つわけじゃないですか…号泣ですよ、朝まで。何回も観ましたね。4の字で高田がタップ、はい号泣!巻き戻し!みたいな（笑）。途中から泣くために見ているようなもんでしたけど。感動でしたね?」と振り返っている。
中学に入ってからはプロレスごっこに熱中し過ぎて周囲とコミュニケーションをほとんど取らなくなった。中学1年では受け身の練習をし過ぎて頭部へのダメージを感じ、中学2年生の頃から自重し、ジムに通って肉体作りに励んだ。3年生になると再び受け身の練習を始め、狂ったように垂直落下系にチャレンジ。柔道場や校庭でそれを繰り出すと、見に来た友人たちが大いに喜んだので、歓声がうれしくてまたトライし、その繰り返しであった。さらに中学校卒業後に新日本プロレスの入門テストを受けようとしたが、親に止められたため断念。
中卒でのプロレス入りが叶わなかったことで一気にプロレス熱が下がった飯伏は、高校（鹿児島県立加治木工業高等学校）では「それでもいつかプロレスラーになれたら役立つかも」とラグビー部に入部した。高校卒業後は成田空港で旅客機の機内清掃を行う仕事に就くが、空港の入構パスを紛失するなどの失態を重ね、1年ほどで退職した。飯伏にしてみれば上京できれば仕事は何でも良かったという感覚であり、最初は初日で辞めるつもりであったが、初日に職場の仲間と仲良くなったため辞められず、初任給が出た1ヶ月後には給料が出たことに喜んでやめられなかったという。このころは寮暮らしであったこともあって給料をほぼすべて遊びに使うことができたため、それが楽しくてプロレスのことなどすっかり忘れていたという。時々は夢を思い出してプロレス団体に履歴書を送ったが、切手の貼り忘れや住所の書き漏らしなどで不首尾に終わった。
プロレス入り前には新空手の大誠塾に所属していた。「ただでいいし通える範囲でいいから」とジムの会長から言われて始めた新空手であり、本人は「面倒くさいなって思いつつ、キックボクシングはプロレスの敵で嫌いだし。でも、もしプロレスに入ってキックボクサーと闘った時に役に立つなと思ったんですよ。プロレス最強説は残っていました。だから最強になるためには学んでおいた方がいいと」という感覚で取り組んでいた。通い始めて3回目くらいでいきなり試合を組まれたが、その試合はキックではなく総合格闘技であり相手は同じ65kg級ではなく75kg級であった。この試合は判定で勝ったがKOで勝てなかったことに納得がいかず、この一戦をきっかけにジムに本格的に通うようになった。新空手開始から4か月、再び試合を行うと今度は1分そこそこでKO勝利。しかしそのあとの19歳も終わりになった頃に戦ったトーナメント戦では1回戦敗退。自暴自棄になり、しばらく空港で働いていたころのように遊んでいたが、その頃のような楽しさはなかった。さらに20歳になって成人式に行くと、周囲がきちんとした人生を送っている中自分はダメ人間になっていると感じ、もう一度キックに打ち込もうと決意。その決意もあって、2003年7月21日の新空手道交流大会ではK-2トーナメント（中量級・15人参加）で優勝の経験をした（しかし翌日退団）。大誠塾の先輩にはキックボクサー寄本哲平が在籍し、アルバイトから練習を公私共に励んで来た時期がある。 また「SSS」という千葉のアマチュアプロレス団体に所属していたが、「朝起きたら（大会に同行するのが）面倒くさくなってしまった」という理由で、約1か月で退団している。

### DDTプロレスリング

#### 2004年
- 7月1日、DDT後楽園ホール大会でKUDO相手にデビュー。本人はこの時「散々キックで苦労してようやく優勝にたどり着いたのに、その遥か上にあるプロレスで上位に食い込めるわけがない。デビューしたらやめよう」と考えていたが、結局デビュー戦が楽しすぎたのでプロレスを続けることにした。高木三四郎は飯伏の才能を高く評価していたが、飯伏の性格から、普通の新人と同じように育てたらプロレスを辞めるだろうと考え、新人レスラーが行う雑用等の仕事をさせずに、好きなようにやらせたという。

#### 2005年
- 3月22日、フジテレビ「こたえてちょーだい!」に視聴者からの相談として出演。自分がプロレスラーになったことを報告していない両親を試合へ招待した。試合は負けてしまったが、リング上で父親に向かい報告。父親からは「頑張ってくれ」と激励の言葉を貰い、握手を交わした。
- 9月23日にDDTのKO-Dタッグリーグ戦に先輩の柿本大地とのタッグで優勝、わずか1か月後の10月23日後楽園大会でKO-Dタッグチャンピオンに戴冠。DDTのみならず、ハッスル、プロレスリング・エルドラド、フーテン・プロモーションへも参戦している。

#### 2006年
- 2月4日のアンディ・オロゴン戦でK-1 MAXデビューが予定されていたが[6]、アンディの負傷により試合自体が消滅[7]。
- 11月14日に第1回GPWA興行に参戦した他、11月22日にはエルドラドでミラノコレクションA.T.とコンビを組む。

#### 2007年
- 5月のディファカップではDDT代表としてHARASHIMAと組んで出場し準優勝。なお、ディファカップ初戦のビッグマウス・ラウド（BML）代表との対戦で飯伏が上段回し蹴りで原学をKOした後も攻撃を続けたことからBMLとの間に遺恨が生じ、5月23日新木場大会でBML臼田勝美および原の襲撃を受けた。
- 5月26日、契約更改の場で参戦を希望していた学生プロレスにも初参戦。東京大学の学園祭（五月祭）にて、東京大学プロレスリングBAKA道場所属の童 As Infini貞（現・DT-YUTA（ユニオンプロレス））と対戦。「殺すぞ」との発言を咎められて、試合中に逮捕される一幕もあったものの、最後はジャーマン・スープレックスで3カウントを奪い、「学プロデビュー戦」を白星で飾った。
- 7月1日から15日にかけてプロレスリング・ノアで開催された、日テレG+杯争奪ジュニアヘビー級タッグ・リーグ戦に、ノアの丸藤正道とのイケメンタッグを結成して参加するも、最終戦でKENTA・石森太二組に敗れ、勝ち点6の2位に終わった。しかし試合内容は観客からその興行のベストバウトとも絶賛され、彼の実力がインディーのみならずメジャーマットでも十分通用することが証明された。
- 8月26日、ディファ有明で行われたプロレスサミット in ARIAKEでインディペンデント・ワールド・ジュニアヘビー級王座を獲得。また、12月31日には、プロレスサミット in KOURAKUENで高木三四郎からアイアンマンヘビーメタル級王座を奪取し、第735代王者となる。

#### 2008年
- 前年に引き続き日テレG+杯争奪ジュニアヘビー級タッグ・リーグ戦に中嶋勝彦と組んで参戦。リーグ最終日まで優勝の可能性のある3チームに残る好成績。しかし最終日にブリスコ・ブラザーズに負けたため、決勝戦には出られなかった。
- 8月6日、ビアガーデンプロレスにて、カナダからやってきたケニー・オメガとの初シングル。路上とリング上で1本ずつ先に獲った者が勝者となる変則ルール。路上のみならずリング上でも壮絶な攻防を繰り広げ、飯伏が勝利。この試合は2008年ネットプロレス大賞のベストバウトに選ばれた。
- この対戦をきっかけにケニーとの間には不思議な友情が生まれ、翌年のゴールデンラヴァーズ結成へとつながる。

### 新日本プロレスへ初参戦

#### 2009年
- 新日本プロレス主催のBEST OF THE SUPER Jr.へ初参戦を果たした。獣神サンダー・ライガーに勝利するなど、リーグ戦を4勝2敗で終え、決勝トーナメントへ出場したがプリンス・デヴィットに敗れ、決勝進出はならなかった。この際ライガーから「グラウンドテクニックをもっと磨け」「今のままではただのサーカス」とその才能は認こそするものの、アドバイスの意味での苦言を呈されている。
- 7月12日から25日にかけて開催された、日テレG+杯争奪ジュニアヘビータッグ・リーグ戦に、ノアの青木篤志と組んで出場も、優勝決定戦で金丸義信・鈴木鼓太郎組に敗れ、またしても2位に終わった。
- 8月23日、DDT両国国技館大会「両国ピーターパン 〜大人になんてなれないよ〜」のメインイベントにてHARASHIMAを破り、KO-D無差別級王座を獲得。
- 11月29日、DDT後楽園ホール大会にて石川修司に破れKO-D無差別級王座から陥落。
- 12月には新日本プロレスのSUPER J-CUPに参戦するも、初戦（対外道）で敗れる。

#### 2010年
- 1月6日に新日本プロレス事務所を訪れSUPER J-CUPの雪辱を期すため社長に参戦を直訴した（実は新日本プロレスはこの日から“正月休み”のため応対はたった1人だけ仕事をしていた管理部の社員が行ったが、飯伏は最後まで社長と思い込んでいた）。これを受け1月31日にケニー・オメガとのタッグ「ゴールデン☆ラヴァーズ」で邪道・外道組と対戦するが邪道の負傷によりレフェリーストップとなる。
- 1月20日、契約更改にて「身体のメンテナンス」のため2月11日以降は現時点でオファーのある試合以外を欠場することを要求し、高木三四郎の「いいよ」の一言で4月4日まで欠場することが決定（オファーされていたのは2月14日新日本プロレス両国大会、2月16日の大石真翔＆旭志織自主興行、3月6・7日のKOEI主催戦国武将祭り）。
- 2月11日、ケニー・オメガとのタッグ「ゴールデン☆ラヴァーズ」でHARASHIMA・真霜拳號組と対戦。試合後のマイクパフォーマンスで復帰後にIWGPジュニアタッグ王座へ挑戦したいと表明した。
- 5月8日には新日本プロレス主催の「スーパーJタッグ」に参戦。1回戦で敗退するもバックステージではケニー・オメガとの「ゴールデン☆ラヴァーズ」でのIWGPジュニアタッグ王座挑戦を再度アピール。
- 5月、BEST OF THE SUPER Jr.に参戦。予選リーグを1位で通過。田口隆祐との準決勝を勝利するが、プリンス・デヴィットとの決勝戦で敗退し準優勝に終わる。この試合で肩を脱臼し休養。
- 7月25日のDDT「両国ピーターパン2010 〜夏休み ああ夏休み 夏休み〜」の丸藤正道戦で復帰予定だったが、直前に肩の怪我が悪化し欠場が決定。代役としてパートナーのケニーが丸藤と対戦した（このカードは前年も丸藤の怪我で流れている）。
- 9月3日、新日本後楽園大会でプリンス・デヴィットの持つIWGPジュニアヘビー級王座にケニーが挑戦、セコンドとして同行し試合後改めてIWGPジュニアタッグ王座への挑戦を表明。これを受けて10月11日の新日本両国大会での挑戦が決定。
- 9月12日に行われたキャンプ場プロレスで復帰するが、ヨシヒコ相手に路上プロレスで自身初のピンフォール負け。だが試合終了後のセレモニーにおいて、新団体「キャンプ場プロレスリング・オム」の旗揚げを宣言する。
- 10月11日、新日本両国大会ケニー・オメガとのタッグ「ゴールデン☆ラヴァーズ」でプリンス・デヴィット、田口隆祐の持つIWGPジュニアタッグ王座に挑戦、王者となる。この試合はプロレス大賞「ベストバウト賞」に選ばれた。
- 11月14日、DDT大阪大会で新日本両国大会のリマッチ。IWGPジュニアタッグ王座を初防衛。
- 12月26日、新日本プロレスの邪道・外道組を相手に2度目のIWGPジュニアタッグ王座防衛。

#### 2011年
- 1月4日、新日本プロレスの「レッスルキングダムV IN 東京ドーム」にて、プリンス・デヴィットが保持するIWGPジュニアヘビー級王座に初挑戦するも敗退。
- 1月23日、新日本プロレス後楽園大会でプリンス・デヴィット、田口隆祐組相手に敗れIWGPジュニアタッグ王座から陥落。
- 3月27日、ディック東郷の指名を受けKO-D無差別級王座に挑戦、35分を超える激闘の末敗れる。
- 5月26日から「BEST OF THE SUPER Jr.XVIII」に参戦、いきなり開幕2戦を落とすが、そこから巻き返しを見せ、6月7日には卓越した空中殺法を武器に活躍し、飯伏が少年時代にプロレスラーを目指すきっかけとなった憧れの選手のザ・グレート・サスケとで念願の初対決を果たし見事勝利してブロック1位通過を果たす。そして6月10日の決勝戦で田口隆祐に勝利し他団体の選手として初優勝を果たした。
- 6月18日、プリンス・デヴィットに勝利し念願のIWGPジュニアヘビー級王座になる。
- 7月24日のDDT「両国ピーターパン2011〜二度あることは三度ある〜」においてプリンス・デヴィットとのリマッチを制し、IWGPジュニアヘビー級王座を初防衛。
- 8月28日、男色ディーノとのタッグでKO-Dタッグ王座を獲得。
- 9月11日のMATRIX大阪大会にて左肩を脱臼し、所持していたIWGPジュニアヘビー級王座とKO-Dタッグ王座を返上した。（尚、BEST OF THE SUPER Jr.のリーグ戦で負けたKUSHIDAとの防衛戦が予定されていたが、そのカードはKUSHIDAとプリンス・デヴィットの王座決定戦に変更）
- 9月26日、山梨キャンプ場プロレスリング・OM旗揚げ戦、花火を持って選手・観客を問わず無差別に攻撃するPK（プレイヤーキラー）として登場した[8][9]。

#### 2012年
- 5月4日、後楽園ホールで復帰。
- 6月24日、後楽園ホールで火野裕士を下し、KO-D無差別級王者に返り咲く（第42代）。
- 7月29日、後楽園大会、去年の9月肩脱臼により返上したIWGPジュニアヘビー級王座を奪回するために、同王座を保持するロウ・キーに挑んだタイトルマッチ。最後は復帰後初のフェニックススプラッシュで3カウントを奪い第64代王者となった。
- 8月18日、DDT初の日本武道館大会のメインカードにてケニー・オメガとのKO-D無差別級王座防衛戦。2階スタンドからのムーンサルト、場外へのフランケンシュタイナー等の荒業を含む37分もの激闘の末、フェニックス・スプラッシュで試合を決め、防衛。
- 9月30日、後楽園ホールでエル・ジェネリコに敗れ、KO-D無差別級王座陥落。
- 10月8日、新日本プロレス両国国技館大会にてロウ・キーに敗れIWGPジュニアヘビー級王座陥落。
- 12月15日、DDTの西日本ツアー「DDTウエストサイドストーリーシリーズ2012 in KAGOSHIMA 〜飯伏幸太凱旋興行〜」にて初めて団体として地元鹿児島に凱旋。（個人では2009年4月11日の極悪同盟興行『極悪祭りin鹿児島』にて既に凱旋済み）当日はメインでケニー・オメガとのタッグ「ゴールデンラヴァーズ」としてHARASHIMA・ヤス・ウラノ組と対戦しシットダウン式ラストライドからのエビ固めで飯伏自身がウラノからフォールを奪い勝利。

### 新日本プロレス、DDTプロレスリング史上初のダブル所属

#### 2013年
- 1月4日、新日本プロレス「レッスルキングダム7」にてプリンス・デヴィット、ロウ・キーとIWGPジュニアヘビー級王座を賭けた3WAYマッチで対戦するも、王者デヴィットの雪崩式ブラッディ・サンデーに沈む。
- 5月3日、後楽園ホールにて、鶴見亜門GMに指名される形で入江茂弘の持つKO-D無差別級王座に挑戦するも敗北。
- 5月26日、広島産業会館東展示館にて、ケニー・オメガ、伊橋剛太との「ゴールデンらんでぶぅ〜」でKO-D6人タッグ王座を獲得。
- 6月23日、後楽園ホールにて、モンスターアーミーに敗れKO-D6人タッグ王座から陥落。
- 6月28日、新宿FACEにて開幕の「KING OF DDTトーナメント2013」に参加、初戦のヤス・ウラノ戦で敗退。
- 7月5日、新日本後楽園ホール大会にて、8月1日から開催される「G1 CLIMAX 23」への初出場が発表。リーグ通算4勝5敗と負け越しながら、中邑真輔との試合は東スポプロレス大賞にて年間ベストバウトを獲得。
- 8月18日、DDT両国国技館大会「両国ピーターパン2013」にてオカダ・カズチカと初シングルを行い、レインメーカーで敗れる。
- 10月7日、DDTならびに新日本プロレスへのダブル所属を発表[10]。以前より新日本・菅林直樹会長から正式所属の話はきていたが、DDTの選手でありたいと本人は熱望。その中で新日本との史上初のダブル所属の話に、DDT・高木三四郎大社長は、前例がなく面白いと成立。DDTとは3年の複数年契約、新日本とは1年契約とし、DDTにはフル参戦、新日本にはビッグマッチ興行等でのスポット参戦という形となる。

#### 2014年
- 1月4日、新日本「レッスルキングダム8」にてプリンス・デヴィットを破り、3度目のIWGPジュニアヘビー級王座を戴冠。
- 3月6日、大田区総合体育館で開かれた新日本「旗揚げ記念日」にてオカダ・カズチカと再戦、IWGPヘビー級・ジュニアヘビー級の王者同士の対決となったカードであったが、またもレインメーカーに屈した。
- 5月25日、新日本横浜アリーナ大会にて石井智宏の保持するNEVER無差別級王座に初挑戦するも敗北。
- 6月10日、DDTプロレスリングがオスカープロモーションと業務提携を結んだことに伴い、芸能活動においてオスカー所属となることを発表[1]。
- 7月4日、KUSHIDAに敗れ、IWGPジュニアヘビー級王座から陥落した[11]。この試合で脳震盪を起こし、DDTで予定されていた自身の10周年記念試合が延期、また出場予定だった7月21日開幕のG1 CLIMAXを欠場することになった[12]。
- 8月17日から復帰、以降はジュニアではなく、ヘビー級転向をし、ヘビー級に戦いの場を移している[13]。

#### 2015年
- 1月4日、新日本「レッスルキングダム9」にて中邑真輔の保持するIWGPインターコンチネンタル王座に初挑戦するも敗北。
- 2月15日、DDTさいたまスーパーアリーナ大会のメインイベントにてHARASHIMAの保持するKO-D無差別級王座に挑戦。HARASHIMAとの5年半振りのシングルマッチを、当時と同じフェニック・スプレックス・ホールドで破り、3年振りの同王座戴冠。
- 3月5日から15日に開催されたNEW JAPAN CUP2015にて初優勝。IWGPヘビー級王座への挑戦権を獲得。
- 4月5日、新日本両国国技館大会にてAJスタイルズの保持するIWGPヘビー級王座に挑戦するも敗北。
- 7月20日から8月16日に開催された「G1 CLIMAX25」に2年振りの参戦。前回と同じく4勝5敗の負け越しに終わるも、AJスタイルズへのリベンジや真壁からの勝利等を上げている。
- 8月23日、DDT両国国技館大会にて大日本プロレスの関本大介・岡林裕二の保持するKO-Dタッグ王座に佐々木大輔とのタッグで挑戦、関本から勝利し同王座をDDTに取り戻す。
- 9月23日、新日本岡山・桃太郎アリーナ大会にて真壁刀義の保持するNEVER無差別級王座に挑戦するも敗北。
- 10月25日、DDT後楽園大会にて坂口征夫の保持するKO-D無差別級王座への挑戦が決まっていたが、前日からの高熱のため欠場。翌週の沖縄巡業も欠場となる。
- 11月2日、精密検査の結果「頸椎椎間板ヘルニア」との診断がなされドクターストップがかかり、無期限の欠場となる事が発表。また自身が保持していたKO-Dタッグ王座も返上となる[14]。

### 飯伏プロレス研究所

#### 2016年
- 2月22日、新日本プロレスとDDTプロレスを退団すると発表[15][16]。3月からは、新規に立ち上げる個人事務所「飯伏プロレス研究所」の所属として活動、事実上のフリー選手となることが報じられた[17]。なおこの年は、新日本では年頭より、飯伏とともに、中邑やAJらの主力も一気に退団している。芸能活動に関してはこれまで通りオスカーに所属。各団体での所属選手としては、DDTは10月11日の春日部ふれあいキューブ大会、新日本は10月18日の台湾大学総合体育館がそれぞれ最後の試合となった。
- 3月21日、DDT両国大会での「東西正面向正面全面使用エニウェアフォール・ウェポントレジャーハント3WAYタッグマッチ」にて復帰戦および飯伏プロレス研究所所属第1戦。フェニックス・スプラッシュで中澤マイケルから勝利。
- 4月2日、テキサス州ダラスにて開催された「怪獣ビッグバトル（Kaiju Big Battel）」に参戦、トゥコー（Tucor）という怪獣から勝利し、王座を奪取。また、この試合前に同じくダラスで開催されていたWWE傘下のNXTに来場し観戦している姿が、名前のテロップ入りで生中継に映される。
- 4月3日、テキサス州ダラスにて開催された「WWN MERCURY RISING 2016」に参戦、6人タッグ戦でウィル・オスプレイから勝利。
- 5月22日、DDT大阪大会にXとして参戦。6月にはWWE主催のWWEクルーザー級クラシックに出場。7月13日にはNXT・Tapingsに出場しバディ・マーフィーと対戦し勝利。WWEクルーザー級クラシックでは準決勝でTJパーキンスに敗退。10月、第2回「ダスティ・ローデス・タッグクラシック」にヒデオ・イタミとのタッグで出場予定であったが、ヒデオの負傷欠場に伴い、パートナーはTJパーキンスに変更となった。
- 10月、新日本プロレスのリングにタイガーマスクWが登場する。バミューダ・トライアングルやラストライド気味のタイガードライバー等飯伏の得意技を使用するため正体は飯伏なのではないかと言われているが正体は謎のままである。
- 12月29日に、さいたまスーパーアリーナにて開催されたRIZIN FIGHTING WORLD GRAND-PRIX 2016 無差別級トーナメント 2nd ROUNDに来場しており、第8試合（総合格闘技ルール）の那須川天心対ニキータ・サプン戦において、中継映像の中に来場し観戦している様子が映っている。

#### 2017年
- 新日本、真夏の祭典であるG1CLIMAXに2年ぶりに参戦。初戦は内藤哲也と激突した。雪崩式パイルドライバーを決める場面もあったが勝ち星は得られなかった。そしてIWGPインターコンチネンタル王者の棚橋弘至を地元鹿児島の大会で見せた「人でなしニー」で撃破した。試合後、神と崇める棚橋を倒した技としてこの技を｢カミゴェ｣と命名。
- 9月16日、広島で行われた棚橋弘至VSザック・セイバーJr.とのIWGPインターコンチネンタル選手権試合後、棚橋から指名を受け同王座に挑戦することとなった。
- 11月5日、大阪大会にて棚橋の持つIWGPインターコンチネンタル王座に挑戦をしたが同王座栄冠は叶わなかった。その後、バックステージにてBULLET CLUBのCodyが1.4東京ドーム大会の相手として指名をした。
- 12月11日、福岡大会にてKUSHIDA＆飯伏幸太VSマーティ・スカル＆Codyの試合が行われ、花道でCodyのクロスローズを食らってしまった。

#### 2018年
- 1月4日、東京ドーム大会にてCodyとのスペシャルシングルマッチ[18]が組まれ、解禁したフェニックス・スプラッシュで勝利した。
- 1月5日、後楽園ホール大会にてBULLET CLUBとタッグマッチで対決。試合後にCodyが飯伏に襲い掛かるとケニー・オメガが救援に入る。
- 1月28日、IWGP USヘビー級王座戦でジェイ・ホワイトに破れ王座陥落し、Codyやハングマン・ペイジに襲撃されていたケニーを救出する。最後は抱きあい揃って退場した。
- 2月23日、ケニー、チェーズ・オーエンズと組んでCody、スカル、ペイジとの6人タッグマッチに挑むもオーエンズが敗北を喫する。
- 2月23日、ゴールデンラヴァーズとしてスカル＆Codyと対戦。ケニーとの新たな必殺技、ゴールデン☆トリガーで勝利を収めると、試合後にはヤング・バックスの挑戦表明を受諾した。
- 6月9日、ケニーのIWGPヘビー級王座戦のセコンドに付く。王者オカダ・カズチカとケニーの戦いは63分にも及んだが、ケニーが勝利。試合後のリング上でヤング・バックスを合わせて4人で抱擁し、ケニーは新ユニット「ゴールデンELITE」の結成を宣言した。
- 7月8日、新日本カリフォルニア大会において、キング・ハクファミリーがメインイベントで王座を防衛したケニーを襲撃。BULLET CLUBは「OG」と「ELITE」に分裂した。飯伏は「ELITE」のメンバー扱いになっている。
- G1 CLIMAX28では、ケニーと同じBブロックにエントリー。8月11日、日本武道館大会のメインイベントでケニーと対戦。スピーディーな試合展開と危険技の応酬が続いたが、雪崩式タイガードライバーからのカミゴェで勝利を収め、Bブロック突破を果たす。8月12日、Aブロック代表の棚橋弘至と優勝の座をかけて対戦したが破れた。
- 10月8日、13年振りとなるIWGPヘビー級選手権3WAYに挑戦者として挑んだ（王者はケニー、もう1人の挑戦者はCody）。
- 12月9日、後藤洋央紀を破り、NEVER無差別級王座を戴冠。

### 新日本プロレスに再び入団

#### 2019年
- 1月4日、東京ドームでのウィル・オスプレイとの初防衛戦に敗北。その際試合中に脳震盪を起こし、次期シリーズの欠場が発表される。
- 2月11日、大阪府立体育会館の大会に登場。ケニーの新団体AEWには行かず、新日本に残留することを宣言する。さらに次期シリーズNEW JAPAN CUPで復帰することも発表された。
- 3月10日、復帰戦となるNEW JAPAN CUP一回戦で内藤哲也戦で勝利を飾るも、二回戦のザック・セイバーJr.戦で敗退。
- 4月6日、アメリカマディソン・スクエア・ガーデンで内藤哲也に再び勝利し、IWGPインターコンチネンタル王座を戴冠。
- 4月20日、愛知県体育館で行われたザック・セイバーJr.戦でインターコンチネンタル王座の初防衛に成功。試合後のマイクで新日本に再び入団したことも発表された。
- 8月12日、G1 CLIMAX29で念願の初優勝を飾り、1月4日東京ドームのIWGPヘビー級王座挑戦権利証を獲得する。
- 9月16日、鹿児島大会にて、G1で敗戦を喫しているKENTAを相手に権利証の防衛に成功。

#### 2020年
- 1月4日、東京ドームにてオカダ・カズチカが保持するIWGPヘビー級王座に挑戦するも敗北。
- 2月21日、後楽園ホール大会のメインイベントでIWGPタッグ王者のG.o.D（タマ・トンガ&タンガ・ロア）に棚橋弘至とのタッグで挑戦。棚橋がハイフライフローでタマから3カウントを奪い新王者となった[19]が、試合後にタイチ&ザック・セイバーJr.から襲撃を受けた。
- 7月12日、大阪城ホール大会でIWGPタッグ王座を賭けてタイチ&ザック組と対戦。最後は棚橋が3カウントを奪われ初防衛に失敗した[20]。
- 8月6日から8月9日の後楽園ホール4連戦でNEVER無差別級6人タッグ王座の新王者チームを決定するトーナメントが開催され、棚橋とマスター・ワトをパートナーに出場、8月8日に行われた2回戦で後藤洋央紀&石井智宏&YOSHI-HASHI組に敗れた[21]。
- 8月29日、神宮球場大会で棚橋と組みタイチ&ザック組とIWGPタッグ選手権試合のリマッチに挑むも敗退。試合後、棚橋弘至とのタッグの一時解散を表明した[22]。
- 10月18日、G1 CLIMAX30で優勝を飾り、蝶野正洋、天山広吉に続く史上3人目のG1連覇を達成[23]。同時に翌2021年東京ドーム大会でのIWGPヘビー級・IWGPインターコンチネンタル両王座への挑戦権利証も獲得した。
- 11月7日、大阪府立体育会館にて行われた挑戦権利証争奪戦でジェイ・ホワイトに敗北し、権利証を奪われる[24][25]。しかしジェイの要求と王者の内藤哲也からの指名によって、1月4日に東京ドームで内藤との対戦が決定する。

#### 2021年

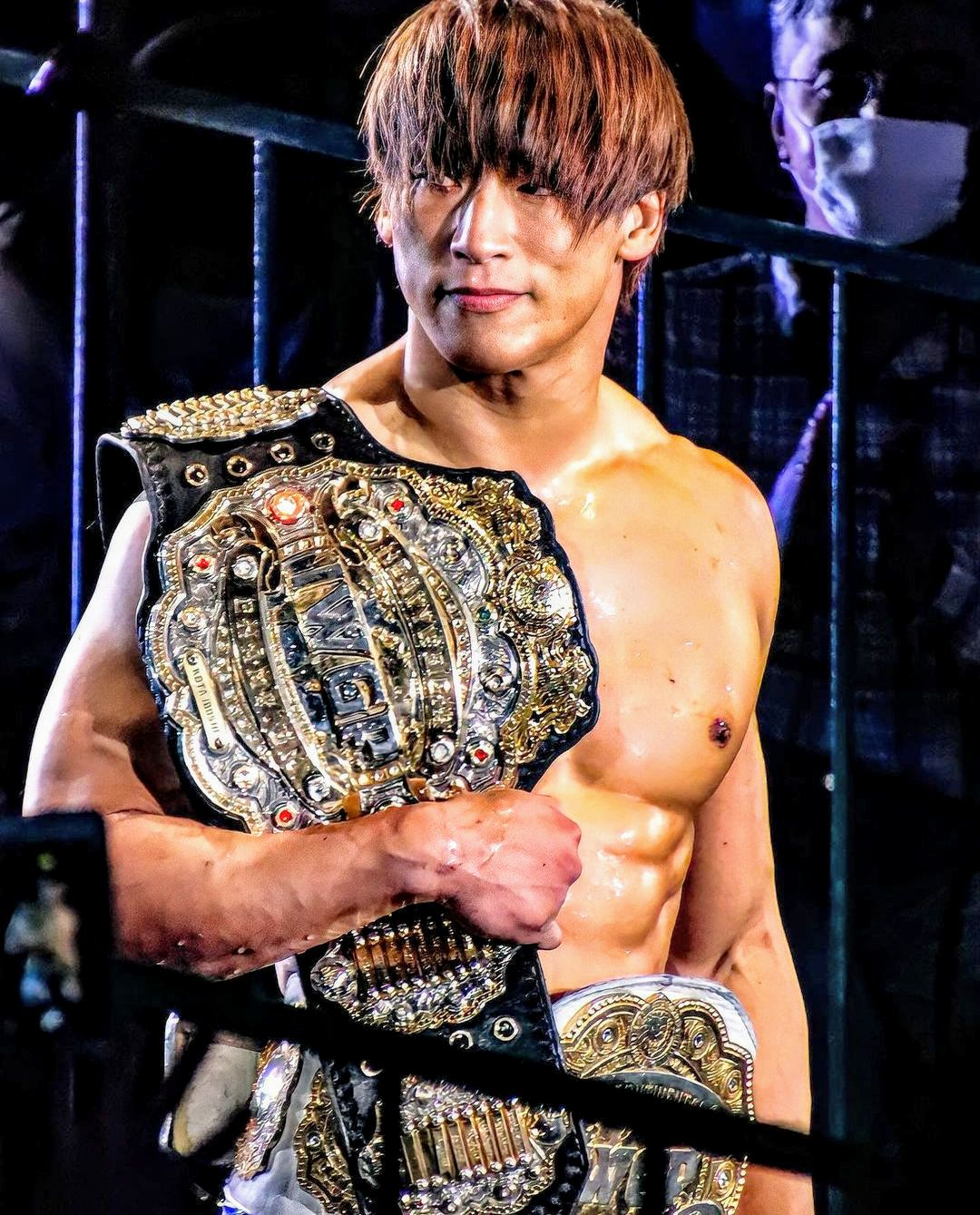

- 1月4日、東京ドームで行われたWRESTLE KINGDOM 15にてIWGPインターコンチネンタル、IWGPヘビー二冠王者の内藤哲也を破り、自身初のIWGPヘビー級王座獲得、二冠王者となる[26]。翌1月5日には挑戦権利証保持者のジェイ・ホワイトと激戦を繰り広げ、二冠王座初防衛に成功する[27]。5日の試合後のバックステージにて、IWGPヘビーとIWGPインターコンチネンタルの統一の意思を初めて表明。1月12日の次期シリーズの会見でも改めて二冠統一の希望を口にした。
- 2月11日、二冠王座をかけたSANADAとの防衛戦に臨み勝利。試合後のリング上に内藤が登場。飯伏によるIWGP二冠統一を阻止するため、インターコンチネンタル王座のみをかけたタイトルマッチを要求し、受諾する。
- 2月28日、内藤とのインターコンチネンタル王座戦に臨み防衛を果たし、二冠統一実現へと前進。試合後にはIWGPジュニアヘビー級王者であるエル・デスペラードが登場し、旗揚げ記念日興行でのシングルマッチを申し込まれ、ヘビー級二冠王者vsジュニアヘビー級二冠王者のシングルマッチが決定する。
- 3月1日、菅林直樹会長によりIWGPヘビー級王座とIWGPインターコンチネンタル王座を統一し、両王座の歴史を継承したIWGP世界ヘビー級王座の制定が発表され、初代王者に飯伏を認定するとされた。しかし、飯伏たっての希望で、旗揚げ記念日においてデスペラードを相手に最後の二冠戦を行い、その勝者が初代IWGP世界ヘビー級王者とすることに変更となった[28]。
- 3月4日、旗揚げ記念日興行で、デスペラードとの二冠戦を行い、防衛成功。これにより、飯伏が初代IWGP世界ヘビー級王者に認定された。初防衛戦として、4月4日の両国国技館大会でNEW JAPAN CUP2021覇者を迎え撃つこととなった。
- 3月30日、後楽園大会において、新設されたIWGP世界ヘビー級のベルトがお披露目となった。2本のベルトを返上し、新ベルトが飯伏に贈呈された。
- 4月4日、両国国技館大会で、NEW JAPAN CUP2021を制したウィル・オスプレイを相手にIWGP世界ヘビー級王座の初防衛戦に臨むが、圧倒的な強さを見せたオスプレイの前に完敗。一度も防衛することなく、初代王者から陥落してしまった。
- 6月7日、大阪城ホール大会において、4月4日の試合後に因縁が生まれたジェフ・コブとのシングルマッチに挑み、勝利。試合後、同大会で第3代IWGP世界ヘビーの王座決定戦を制した鷹木信悟から次期防衛戦の挑戦者に指名される。
- 7月、誤嚥性肺炎を発症。これにより、鷹木へのIWGP世界ヘビー級王座挑戦がメインイベントで組まれていたWRESTLE GRAND SLAM in TOKYO DOMEの前日にあたる7月24日までの欠場が発表。しかし、その後も出場ができる体の状態には戻らず、25日の東京ドーム大会は無念の欠場となる。なおこの飯伏の欠場発表は、彼の回復状況をギリギリまで見極めたため、同大会の当日午前10時にアナウンスされる異例の事態となった[29]。（カード変更として棚橋が代打として王座に挑戦した）
- 8月18日、日本人初のIWGP USヘビー級王者となった棚橋がVTRで自身の初防衛の相手として飯伏を指名。これに対し、同日中に飯伏もVTRで返答。誤嚥性肺炎からの回復を報告し、棚橋からの指名を許諾。9月4日のWRESTLE GRAND SLAM in MetLife Dome大会でIWGP USヘビー級選手権試合が組まれることとなった[30]。
- 9月4日、棚橋とのUSヘビー戦で約2ヶ月ぶりに復帰。ヘビー・ジュニア含め史上初のIWGPグランドスラムも期待されたが、敗戦。試合前後は復帰に際し、感極まって涙ぐむ様子もうかがえた。
- 10月21日、史上初の3連覇をかけて臨んだオカダ・カズチカとのG1 CLIMAX31優勝決定戦で負傷しレフェリーストップで敗戦[31]。後に右肩の脱臼と診断され、再び欠場することとなった[32]。26日、新日本は負傷に関して「右肩関節前方脱臼骨折」及び「関節唇損傷」と新日本プロレス公式サイトで発表した。全治は2カ月[33]。

#### 2022年
- 2月21日、NEW JAPAN CUP2022にエントリー。
- 2月28日、「『NEW JAPAN CUP』を戦い抜くコンディションに至っていない」とされ、復帰を延期されることが発表された。[34]

### AEWと正式契約

#### 2023年
- 2月1日、同年1月31日をもって契約期間満了により新日本プロレスを退団することが発表された[35]。
- 3月30日、GCWの「ジョシュ・バーネット・ブラッドスポート」のvsマイク・ベイリー戦で1年5か月ぶりに復帰。
- 7月1日、この日行われたGLEAT東京ドームシティホール大会にて8月4日に行われるGLEAT両国大会への参戦が発表された[36]。
- 7月19日、AEWボストン大会に初参戦。
- 8月4日、先述の『G1 CLIMAX31』優勝決定戦以来、1年10カ月ぶりの日本マット復帰戦となるGLEAT両国国技館大会『GLEAT ver.MEGA』に出場。なお、入場時に「『飯伏プロレス研究所』ならびに『AEW』」と所属団体についてアナウンスされているが、これについて本人は明言を避けている[37]。
- 11月15日、AEWと正式契約を結んだことをトニー・カーンが発表した[38]。

#### 2024年
- 1月2日、NOAH有明大会にて丸藤正道とシングルマッチが行われた。ファンも関係者も注目されている試合であったが試合前のコンディションが悪く、試合には勝利するも、両足首負傷という結果に終わってしまい、長期欠場を余儀なくされた。
- 7月1日、デビュー20周年を迎えたこの日、GLEAT東京ドームシティホール大会に参戦し、X（関本大介）と対戦。先述の怪我の影響もあり、5分間限定のエキシビションマッチという形ではあるがリングに復帰した[39]。
- 7月21日、DDT両国国技館大会での高木三四郎無期限休養試合・ウェポンランブルにて、対戦相手・男色ディーノ側のウェポンとして登場、ディーノの勝利をアシストした。試合後にはマイクで高木に対しDDTマットへの参戦を希望、高木の快諾を受けた[40]。
- 8月25日、DDT後楽園ホール大会にてDDTに復帰。9月8日の名古屋大会にも出場したが、これ以降に予定されたDDTの興行への出場がすべて中止となり、さらに7月21日以降に飯伏が出場した試合のみ動画配信が削除されるという異常な事態となっている。なお、この件に関してDDTからは正式な発表はされていないため、なぜこのような事態になったのかの理由は不明となっている。

## タイトル歴
新日本プロレス
- IWGP世界ヘビー級王座 : 1回（初代）
- IWGPジュニアヘビー級王座 : 3回（第61・64・67代）
- IWGPヘビー級王座 : 1回（第73代）
- IWGPインターコンチネンタル王座 : 2回（第21・27代）
- NEVER無差別級王座 : 1回（第22代）
- IWGPジュニアタッグ王座 : 1回（第27代 w / ケニー・オメガ）
- IWGPタッグ王座 : 1回（第86代 w / 棚橋弘至）
- BEST OF THE SUPER Jr. 優勝 : 1回（2011年）
- NEW JAPAN CUP 優勝 : 1回（2015年）
- G1 CLIMAX 優勝 : 2回（2019年、2020年）
- 2代目ミスター新日本[41]

プロレスリング・ノア
- 日テレG+杯争奪ジュニアヘビー級タッグ・リーグ戦
- 敢闘賞（2007年）
- 技能賞（2008年 w / 中嶋勝彦）
- 敢闘賞 （2009年 w / 青木篤志）

DDTプロレスリング
- KO-D無差別級王座 : 3回（第29・42・49代）
- IMGP世界ヘビー級王座 : 1回（第4代）
- インディペンデントワールド世界ジュニアヘビー級王座 : 1回（第7代）
- KO-Dタッグ王座 : 5回（第21代 w /柿本大地 ・28代 w /ケニー・オメガ ・39代 w /男色ディーノ ・49代 w /ケニー・オメガ ・52代 w /佐々木大輔 ）
- KO-D6人タッグ王座 : 2回（第3代 w /ケニー・オメガ、伊橋剛太 ・9代 w /ケニー・オメガ、佐々木大輔 ）
- アイアンマンヘビーメタル級王座 : 3回（第735・737・826代）
- KING OF DDTトーナメント 優勝 : 1回（2009年）
- KO-Dタッグリーグ戦 優勝 : 1回（2005年 w /柿本大地）
- Go-1 Climax 優勝 : 1回（2014年）

闘龍門MEXICO
- ヤンクドラゴン杯 優勝 : 1回（2006年）

KAIENTAI DOJO
- K-AWARD（2007年：年間最高試合賞タッグマッチ部門）

プロレスリングElDorado
- UWA世界タッグ王座 : 1回 （第11代 w / KAGETORA ）

怪獣大戦闘
- 怪獣ビッグバトル・ハッシュタグ王座 : 1回（第2代）

プロレス大賞
- 技能賞（2009年）
- 年間最高試合賞（10月11日、両国国技館  IWGPジュニアタッグ選手権試合、田口隆祐&プリンス・デヴィット vs. 飯伏幸太&ケニー・オメガ）（2010年）
- 年間最高試合賞（8月4日、大阪府立体育会館 G1 CLIMAX 23 Bブロック公式リーグ戦、 中邑真輔 vs. 飯伏幸太）（2013年）
- 技能賞（2019年）

日本インディー大賞
- MVP（2007年、2009年）
- ベストバウト（2008年、2011年、2012年、2014年）

## 得意技
人間離れした身体能力を駆使した空中殺法とキックボクシング仕込みの蹴りを中心とした打撃を得意としている。類稀な発想力から幾多のオリジナル技を開発し、狂気すら感じるその破天荒なファイトスタイルは日本のみならず海外のプロレスラーにも影響を与えた。ヘビー級を主戦場にしてからは、空中殺法の使用を抑え、よりハードヒットな打撃を多用するようになった。

### フィニッシュ・ホールド
カミゴェ
現在の飯伏のフィニッシャー。膝をついた状態の相手の両腕を自身の両手でそれぞれ掴み、ノーガード状態の相手の顔面に叩き込む膝蹴り。2017年の「G1 CLIMAX27」出場に向けて開発され、自身の公式戦2試合目となるザック・セイバーJr.戦で繋ぎ技として初披露。便宜上、実況・解説からは「人でなしニー」と呼ばれていたが、棚橋弘至戦で初めてフィニッシャーとして使用され、その際に「カミゴェ」（飯伏が「神」と語っていた棚橋を「超え」た）と命名。中邑真輔のボマイェと同じく「エ」が小さい表記が正しい。石川修司も飯伏の許可を得て使用している。2024年1月2日には雪崩式も使用。
リバース・カミゴェ
2021年1月5日東京ドーム大会で披露、片膝をついた状態の相手の両腕を自身の両手で背後からそれぞれ掴み、ノーガード状態の相手の後頭部に膝蹴りを叩き込む。
フェニックス・スプラッシュ
カミゴェを開発するまでキャリアの殆どの期間、フィニッシュ・ホールドとして愛用していた。プロレスデビュー戦で披露している。路上プロレスでは自動販売機の上など様々な場所から繰り出すことがある。2017年夏、G1 CLIMAXに向けて封印し、フェニックスプレックス同様、大一番でのみ使用されるようになった。

### 打撃技
ニー・バット
2019年以降、シグニチャー・ムーブとして使用するようになった。飯伏の盟友でもあるケニー・オメガのVトリガーと同様に、ランニング式、ジャンピング式、の2種類を使用。
助走をつけて二段蹴りのモーションで軽く宙に舞上がり、振り上げた右膝で相手の顔面や顎、胸板をに下から突き上げるような膝蹴りを叩き込む。ランニング・ニー・バットで蹴り飛ばすのが基本形だが、バリエーションは多彩。
直立した相手にカウンターで放つジャンピング・ハイ・ニーなど使用。
ロープ際で片膝をついている相手の側頭部に向かって放つ型も使用。
スライディング式ボマイェ
座っている相手の後頭部に当ててから相手の顔面又は首元へ滑り込ませるように当てる。繰り出す前には本家・中邑を彷彿させるムーブ（通称滾り）を見せる。
 各種蹴り技 
キックボクシング出身者らしくキレのある本格的な蹴りを繰り出す。
ローキック、ミドルキック、ハイキックその中でもハイキックはフィニッシュへの流れの一つとして多用される。
ローリング・ソバット
レインメーカー式ハイキック
ジャーマンスープレックスの体勢で相手の腕を引っ張り、相手の顎、側頭部に目掛けて放つハイキック。
バズソー・キック
片膝状態や尻餅状態の相手に繰り出すバズソー・キックも多用。
相手が尻餅状態で相手の左側頭部をミドルキックで振り抜いた右足の甲で蹴り上げる。
ダッシュ・ミドル
その名の通り走り込んでのミドルキック。レッグ・ラリアットのように自身の身体を流しながら、相手の胸を打ち据える。
ドロップキック
特にスワンダイブ式を得意とし、その人間離れした跳躍力に会場から響めきが上がることも。
オーバーヘッド・キック
バック宙をしながら相手の延髄や側頭部を蹴り込む。形としては片足で蹴る川田利明のものや、新崎人生の輪廻ではなく初代タイガーマスクや武藤敬司の得意とするそれに近い。コーナーポスト上の相手に向かってロンダート（側方倒立回転とび1/4ひねり後ろ向き）からそのまま勢いを利用して繰り出すことも。
フライング・レッグ・ラリアット
ロープにふって跳ね返ってきた相手の顎めがけ、ジャンプしながら放つ強烈な回し蹴り。漫画『キン肉マン』に登場する「モンゴルマン」の必殺技として知られている。「イナズマ」とも呼ばれる。
エルボー
エルボー・スタンプ
バックエルボー
逆水平チョップ
チョップ・スマッシュ
張り手
ストレート掌打
飯伏がいわゆる「キレた」状態になると頻繁に繰り出す技の一つ。
グーパンチ
さらにキレた状態が続くと繰り出す。無論、反則技である。
クローズライン
当初は前述のキレた時や「プロレスごっこ」の際に使うことがある程度だった。現在はフィニッシュへの流れ等でハイキックと共に多用している。
ヘッドバット
フット・スタンプ
主に低空ドロップキックへのカウンターとして使用。トップロープからダイビング式で使用することもあるほか、2018年G1 CLIMAXでの対ケニー・オメガ戦ではトップロープに座るケニーの後頭部へのフットスタンプを行った。
ブラディスロウン
技自体はまだ確認されていないが、週刊プロレスにてミラノコレクションA.T.から伝授された。

### 投げ技
フェニックス・プレックス
2009年8月23日両国国技館大会のHARASHIMA戦にて初公開。技名は大会後にケニー・オメガが命名。
相手をパワーボムの形で相手を抱えあげてから相手の頭を押さえ込み、後方に反り投げブリッジで固める荒業。ヘビー級等ウェイトのある選手相手の場合、相手をコーナーポストに座らせてからクラッチし担ぐ。
小学6年生の頃、プロレス誌に掲載された小橋建太のジャックナイフ式パワーボムの、持ち上げた瞬間と決めている瞬間の2枚の写真だけを見て、「後ろに投げる技だ」と誤解。その後、中学生時代のプロレスごっこ時に開発・実践。
非常に危険な技であり、今まで数えるほどしか使用していない奥の手。
雪崩式フェニックス・プレックス
相手をコーナーに座らせ、自身もセカンドロープに登ってフェニックス・プレックスにクラッチし、その場から後方に投げ捨てる。試合で披露したのは2012年8月18日日本武道館大会でのケニー・オメガ戦の1回のみ。
シットダウン式ラストライド/ゴールデンスター・ボム
当初は主にヘビー級選手との対決でパワーボムとして繰り出すことが多かった。しかし2011年に入りジュニアヘビー級選手を相手にしても繰り出すようになり、投げ方も相手のタイツを掴むラストライド式に変わった。飛び技による怪我での欠場を経験した2012年5月以降の一時期、メインフィニッシャーとして使用していた。WWE参戦後はゴールデンスター・ボムと呼ばれたが、フリーとして新日本再入団後は再びシットダウン式ラストライドと呼ばれている。現在は試合終盤に繰り出すこの技で大ダメージを与えてからカミゴェへと繋がれる事が多い。
人でなしドライバー
相手の両足をクラッチし落とすジャンピング・ツームストン・パイルドライバー。
2015年のNEW JAPAN CUPでの内藤哲也戦で初披露。
便宜上、実況・解説から名付けられた通称であり、正式には命名されていないが、他メディアでもこの名称で呼ばれる事が多い。
主にカウンターとして使用し、エプロンサイドで繰り出したことも。
スワンダイブ式ジャーマン・スープレックス
セカンドロープに登り、エプロンにいる相手をロープ越しにジャーマンスープレックスで投げる。2015年1月4日の中邑真輔戦で初披露。以降大一番で使用している。
原型として、2014年にはエプロン上でケニー・オメガに肩車された中澤マイケルをトップロープからのスワンダイブ式ジャーマンスープレックスで投げるという合体技を披露している。現在の形が正式にはスワンダイブ式は無いにもかかわらずこの名称なのはその際の名残。
ジャーマン・スープレックス
ノーモーション・ジャーマンと形容されるしなやかなブリッジで繰り出す高速式。非常に綺麗な形で投げる。この技で勝利することもある。
ダルマ式ジャーマン・スープレックス
この技で試合が決まることもある。2018年からはカミゴェへのつなぎ技として使われるようになった。
タイガー・スープレックス
こちらも上記と同じくノーモーションと形容される投げ方。
ドラゴン・スープレックス
こちらも上記と同じくノーモーションと形容される投げ方。
ハーフネルソン・スープレックス
左腕を負傷してドラゴン・スープレックスができない間に体得。こちらも上記と同じくノーモーションと形容される投げ方。
タイガー・ドライバー
リバースフルネルソンの体勢から相手を持ち上げ、一旦手を離して相手を空中で回転させ、同時に自らも開脚ジャンプし、尻餅をつくように着地して相手を背中から叩きつける。
タイガー・ドライバー91
タイガー・ドライバーの体勢で相手を持ちあげるところまでは同じだが、手を離さず、相手を脳天からマットに叩きつける。
雪崩式タイガードライバー
スクールボーイ・スープレックス
スクール・ボーイの体勢で相手を捕らえ、そのまま丸め込まず強引に持ち上げてマットに叩き付ける。
同型技をラ・ソンブラが、BEST OF THE SUPER Jr.で飯伏との対戦以降「シャドードライバー」として使用している。
やり投げ
相手を担ぎ上げてコーナーにダッシュし、ターンバックルへ投げるようにぶつける。危険な技なため警戒されやすく、近年は決まることは少ない。
24歳
相手をブレーンバスターの体勢で持ち上げてから180度反転させるように持ち替えてうつ伏せに落としつつ後頭部をおさえて顔面を叩きつける。
名の由来は24歳のときに思いついたことから。
リバース槍落とし
スプラッシュ・マウンテンの体勢で抱え上げ、脇ではなく相手の首を掴み、自身もうつ伏せに倒れ込みながら相手を脳天から垂直に落とす。非常に危険な技であり、試合で披露したのは2014年8月31日新宿FACE大会での伊橋剛太相手の1回のみ。

### 組み技
フランケンシュタイナー
雪崩式フランケンシュタイナー
トップロープからの雪崩式フランケンシュタイナー
リバース・フランケンシュタイナー
雪崩式パイルドライバー
トップロープからのドリル・ア・ホール・パイルドライバー。
古典的な技ながらあまりにも危険すぎるため、長らく雪崩式の使用者がいなかった。
2014年3月21日に中澤マイケル相手に初解禁。雪崩式パワーボムの要領でそのままマットに頭を突き刺す、飯伏の数ある危険技の中でも極めて危険な形だった。
その後、2017年7月17日に内藤哲也相手に再び解禁。前回の改良形として、コーナー上の内藤を自身はリングマットに背を向ける形でクラッチし、リングマットに尻餅をつく要領で突き刺す、より正調のドリル・ア・ホール・パイルドライバーに近い形を披露した。試合後、実況席で解説していた獣神サンダー・ライガーは技の危険性に対して苦言を呈した。

### 関節技
アンクルホールド
グラウンドが苦手、弱点と言われたそのイメージを払拭するべく使用し始めた。DDTの若手時代のフィニッシュホールドだった。
キャメルクラッチ
DDTのリングで、主に若手レスラーに対して多用している。たまに相手の鼻と口を同時に塞ぎ、呼吸を出来なくさせる（反則行為であるため、レフェリーに見つかると制止させられる）。
高角度逆片エビ固め

### 飛び技
ファイヤーバード・スプラッシュ
450°スプラッシュ。BEST OF THE SUPER Jr.を優勝した頃まではフィニッシャーとして使用されていたが、この技が原因で脱臼により長期欠場（計2回）を余儀なくされたため使用されなくなる。
フェニックス式ローリング・セントーン
2005年の年末に行われたインディーサミットで披露。フェニックス・スプラッシュから更に180度回転してセントーンを行うもので、ジャック・エバンスのコークスクリュー630°と同型。
後から正式名称を募集するとしていたが、結局、2006年11月現在でも付けられた形跡は無い。
ゴールデン・スター・プレス
スプリングボード式フェニックス・スプラッシュ。
2005年に行われたディファカップで披露。ただしその時は失敗してやや変形したフェニックススプラッシュになってしまった。
2007年のマッスルハウス3でゴージャス松野を相手に披露、技名は「ゴールデンスタープレス2007」とコールされた。
ムーンサルト・プレス
小学生の時から出来たという飯伏のムーンサルトは、両足がピンと伸び、しっかりと足が揃う。
ムーンサルト・ムーンサルト
ムーンサルトプレスに対し、相手が後ろに転がって回避された際に、足から着地しその場から再びムーンサルトをする技。都合2回ムーンサルトをするのでこのように呼ばれる。
ラ・ケブラーダ
主に屋外プロレスでの使用が多く、過去には電柱、防波堤から飛んだこともある。
バミューダ・トライアングル
ラ・ケブラーダの派生技で対角線上を走り込み、コーナーを登って三角飛びの要領で場外にいる相手にムーンサルト・アタックを仕掛ける。ドラゴン・キッドが使う同名技とは、微妙に違っている。
その場飛び式シューティング・スター・プレス
仰向けにダウンしている相手に助走をつけて走り込み、後方360°回転してのボディ・プレス。サムライTV実況の村田晴郎はグラウンディング・シューティングスターと命名。
ここからヘッドスプリングで起き上がりコーナーに登ってムーンサルト・ムーンサルトを仕掛けることが多い。
タッグマッチではケニー・オメガと同時に繰り出すこともある。
その場飛び式カンクーン・トルネード
尻餅状態の相手に放った蹴りを、相手が後ろに倒れて回避した際に放つ、相手に背を向けたまま切りもみ式に横回転を行ってのボディ・プレス。
スターダスト・プレス
プランチャ・スイシーダ
2017年のG1よりバミューダ・トライアングルをここぞの場面のみに限定し普段はこちらを使うようになる。
トペ・スイシーダ

### 合体技
- ゴールデン☆エース

棚橋弘至
ゴールデン☆ブレイド
棚橋と飯伏、2人で相手を背後から抱え込み式のバックドロップの体勢で担ぎ上げ、同時に反転しながらそれぞれ片腕で体重を浴びせ、背面から倒れ込んで相手を背中からマットに叩きつける合体式スリング・ブレイド。

## 入場テーマ曲
- 「GOD STAR」（DUAL）
  - 新日本プロレス退団以降～現在においてに使用。
- 「27」（ブレーキング・ポイント）（「スコーピオン・キング」サウンドトラックに収録）
- 「Golden☆Star」
  - 新日本プロレス所属以降、新日本の大会において使用。退団後も新日本の大会出場時にはこちらが使用される。（現在再び入団まで使用）
- 「エアーマンが倒せない」（Team.ねこかん[猫]）
  - ゴールデンラヴァーズのテーマ。ムービーもTeam.ねこかん[猫]からゴールデンラバーズバージョンの提供を受けている
- 「Upward Climb」
  - WWEクルーザー級クラシック参戦中に使用。

## 決め台詞
- 「僕は 逃げない 負けない 諦めない 裏切らない そして 本当の神になる！」

## エピソード

### 小中学生時代
- 練習場所として丸太やタイヤのチューブなどで海岸にリングを作った。有刺鉄線なども使おうとしたが、ホームセンターで売ってくれなかったため、母親にお願いして買ってきてもらっていた。
- 柔道場で友達にパワーボムをかけようとしたところその相手が暴れたため首を掴んで抑えたところ、苦しそうにしていたためそのままジャーマンの要領で後ろに投げた。これが前述にあるフェニックス・プレックス・ホールドの原形となっている。その友達は頸椎を捻挫した[46]。
- 特訓として、岩を括り付けたロープを足に巻いた状態で、友人に川（本人曰く水深5mくらい）に落とさせたことがある。「自力で上がれないとプロレスラーになんかなれない」と思っていたが全く上がることが出来ず、失神状態のところ友人に助けて貰う。[47]

### 現在
- 練習・トレーニングは独自の方法で行っており、受け身に関しては学生時代から独自に練習してきた方法を今も尚使用している。練習生時代から団体の合同練習には参加せず、社会人プロレス集団「OPG（俺たちプロレス軍団）」の所有する道場で練習をしている（伊橋剛太とはDDT入門前にOPGで出会い、当時からの親友かつ練習相手である。伊橋以外の飯伏と交友のあるレスラーも上記の道場にて時折練習をしている）。時折道場での練習をツイッターに動画付きでアップロードしている。[48][49]
- 練習メニューは予め決めず、道場に行ってからその場で考えるとのことで、気が向かないとそのまま帰ってしまうこともあるという。またトレーニングもただ鍛えるのではなく、技をかけることを想定して行う。[48]
- 引き締まった身体とは裏腹に、ジャンクフードやスナック菓子、炭酸飲料を好み、コーラの摂取量が多過ぎて寝られなくなってしまっていた時期があったという。ポテトチップスはうす塩味を好むが、更に塩を足して食べるという。なお、幼少期は脂っこい食べ物が苦手だった。
- 酒に弱く、酒癖が悪い。巡業先において酔っ払い、生肉を食べ始めた上、キッチンバサミでTAKAみちのくの前髪を切ったことがある[50]。
- 「絵と字が繋がらない」という理由で漫画は一切読まないが、ドラゴンボールだけはアニメのファンだったため読めるという。
- Twitterを始めて以後、レスラーの全裸画像（モザイクあり）などを次々にTwitterに投稿していたが、2012年8月4日に同僚選手の局部画像をモザイクなしで投稿したことから、Twitterよりログイン及びアカウント作成禁止処分を受けた。本人曰く「天罰が下った」と語る[51]。その後同年9月16日にアカウントが復活し投稿を行っている。
- 2016年の年末のRIZIN FIGHTING WORLD GRAND-PRIX 2016 無差別級トーナメント 2nd ROUNDに来場し、那須川天心の総合格闘技デビュー戦を観戦している。実際に放送時の映像にも飯伏本人が映っている。
- 2022年の欠場中に、TAKAみちのく率いる、プロフェッショナルレスリングJUST TAP OUTにセコンドとして、リングに帯同した。その事が原因で、新日本プロレスの裏方である菊地とよばれるマッチメーカーと口論になり、Twitterで、LINEでのやりとりを公開した。そして新日本プロレスは、会見を開き、飯伏の今後について説明した。だが、飯伏は納得していないと思われる。現在も真相は分からない。その後、自身のinstagramにて「色々いわれたけど、色々誰かの裏側がバレて新日本プロレス側から謝罪があった時点でどうでも良くなった。（途中省略）まぁ表向きの会見は酷かったなぁ笑」と語っている。[52]

## 人物
- 饒舌なタイプではなく、DDTホームリングでのマイクパフォーマンスの際はカンニングペーパーを常用していた。また、相手のマイクパフォーマンスへの回答も「いいですよ。」の一言で返すことが多かった。現在は試合後のマイクをこなすこともあるが、大会の締めなどは全力で拒否している。
- 漫画『空手小公子 小日向海流』に登場するプロレスラー「田伏隼」のモデルである。
- 以前からインディペンデント・ワールド・ジュニアヘビー級王座の復活を望んでいて、当初は前王者だったTAKAみちのくは復活させないと発言していたが、飯伏の大量の電話とメールなどによる説得に折れて復活させた。
- インディー団体所属ながら実力を認められDDTだけでなく新日本プロレスで活躍する一方、かつてのホームリングのDDTでは本屋やキャンプ場、居酒屋、大学構内などリング外での試合に熱意を燃やしていた。
- タッグ戦線ではケニー・オメガとのタッグ「ゴールデン☆ラヴァーズ」で活躍。活動期間はオメガの来日時に限られるが、ブランクや言葉のハンデも感じさせない息の合ったコンビネーション、多彩なオリジナル連携技を誇る。2010年には新日本のIWGPジュニアタッグ王座を戴冠するなど、団体外での活動も活発。2014年、ケニーの新日本プロレス移籍に伴いチームは解散したが、2018年に再結成した。
- 背筋力が300kg以上ある[53]。そのため、ジュニアヘビー時代からヘビー級の選手相手でもパワーボムなどの投げ技を繰り出していた。
- 極端な人見知りの一面があり、「知らない番号からかかってきた電話に出られない」という。2016年のフリーランス転向後は個人でスケジュール調整などを行っているが、その性格のため元々の知人以外からの試合のオファーを受けられず、試合数が極端に少なくなっていた[54]、また高木三四郎は飯伏の性格について寂しがり屋であると表現している[55]。
- 飯伏のプロレスデビュー戦はDDTプロレスリングのYouTube公式チャンネルで視聴可能である[56]。現在に至る超越した身体能力や絞り込まれた肉体を既に完成させ、ムーンサルトプレス、未遂に終わりながらもフェニックス・スプラッシュ[57]を披露する試合となった。「新人レスラーは大技を使ってはいけない。」と言う慣習が根づく日本のプロレス界においても異色の内容であり、周囲から批判の声が相次ぎ、試合後の飯伏に対して「プロレスとはそういうものじゃない。」と説教するレスラーも現れた。しかし高木はそういうレスラーの感覚こそが体育会系であり、文化系を自認する自身としては技が形として出来る以上はどんどんやれば良いと言う認識を通し、飯伏に対しては「先輩に何か言われたら俺に言え。気にするな。」と助言していた。飯伏本人もデビュー戦の内容を自省する一方で、普通の試合をしていたら確実に今の自分は無かったとしており、高木には感謝していると語っている[58]。

## メディア出演

### CM
- キャスティングドットジェイピー「エナジードリンクBLACKOUT（ブラックアウト）CM 学生編」
- NTT DoCoMo 「Galaxy S6 SC-05G」
- エステー「自動でシュパッと消臭プラグ」“プロレスで大ウケ”篇（2009年）
- 株式会社ジーン（GENE） - プロモーションビデオ（2009年）

### 映画
- クロスロード（2015年11月28日公開、監督：すずきじゅんいち）[59]
- 大怪獣モノ（2016年7月16日公開、監督：河崎実） - 主演・巨大化した新田陽出人 役 [60]

### テレビ
- 『水曜日のダウンタウン』（2017年6月7日、TBS） - スーパーササダンゴマシンと「プロレスラー」のコンビ名で漫才を披露。
- 『タイガーマスクW』（2017年） - 本人役として声優を務める。
- 『有吉反省会』（2020年6月6日、NTV） - リモート出演。世志琥とのディズニーランドデートを約束した。
- 『有吉ぃぃeeeee!』（2020年9月6日、テレビ東京） - 亀田興毅、RENAとともに、格闘オールスターズとして参戦。ゲーム「カニノケンカ」にて、KO負けの度に「負けてないですよ」を連呼し笑いを誘った。
- 『有吉ゼミ』（2020年9月21日、日本テレビ） - 初の大食いグルメにチャレンジ。